# 주영민
주영민(1971년~)는 대한민국의 SBS 보도본부 스포츠국장이다.

## 학력
- 서울대학교 학사

## 경력
- 1996~ SBS 스포츠 기자
- SBS 보도본부 스포츠취재부장
- 주말 SBS 스포츠뉴스 앵커
- SBS 보도본부 스포츠국장

## 방송진행
- SBS 스포츠뉴스 (2007년 일자 미상 ~ 일자 미상, 2024년 3월 9일 ~ 2024년 12월 23일)